# 张少华 (中将)
张少华（1923年1月—2012年2月9日），山东掖县人，中国人民解放军高级将领，曾任中央军委纪律检查委员会副书记。
张少华1937年加入中国共产党，1938年入伍。抗日战争时期，他先后在掖县抗日游击第三支队预备大队、山东纵队第五支队二十一旅、中共胶东区党委军事部、胶东抗日游击第三军区、山东纵队第五支队、胶东军区从事政治工作，参加了苏村店子、过龙山、析格庄等战役战斗。第二次国共内战时期，他历任胶东军区北海军分区政治部组织科长、胶东军区前方（华东十三纵队）政治部组织部副部长，胶东军区烟台独立团副政委、政委，烟台警备区政治部主任、华东警备第五旅政治部主任等职，参加了胶高、海阳、太平顶等战役战斗。新中国成立后，他历任师政治部主任、副政委兼政治部主任、政委，国防科委第二十一训练基地研究所政委、铁道兵政治部副主任、解放军纪律检查委员会专职委员，中央军委纪律检查委员会专职委员、常务委员等职。
张少华曾任中共中央纪律检查委员会委员，是第七届全国人民代表大会代表。1955年被授予上校军衔，1964年晋升为大校军衔，1988年被授予中将军衔，曾荣获二级独立自由勋章、二级解放勋章和独立功勋荣誉章。。
2012年2月9日因病医治无效在北京逝世，享年89岁。